# Lucanus xerxes
Lucanus xerxes là một loài bọ cánh cứng trong họ Lucanidae. Loài này được Kral mô tả khoa học năm 2004.